# Prionopelta descarpentriesi
Prionopelta descarpentriesi är en myrart som beskrevs av Santschi 1924. Prionopelta descarpentriesi ingår i släktet Prionopelta och familjen myror. Inga underarter finns listade i Catalogue of Life.

## Bildgalleri

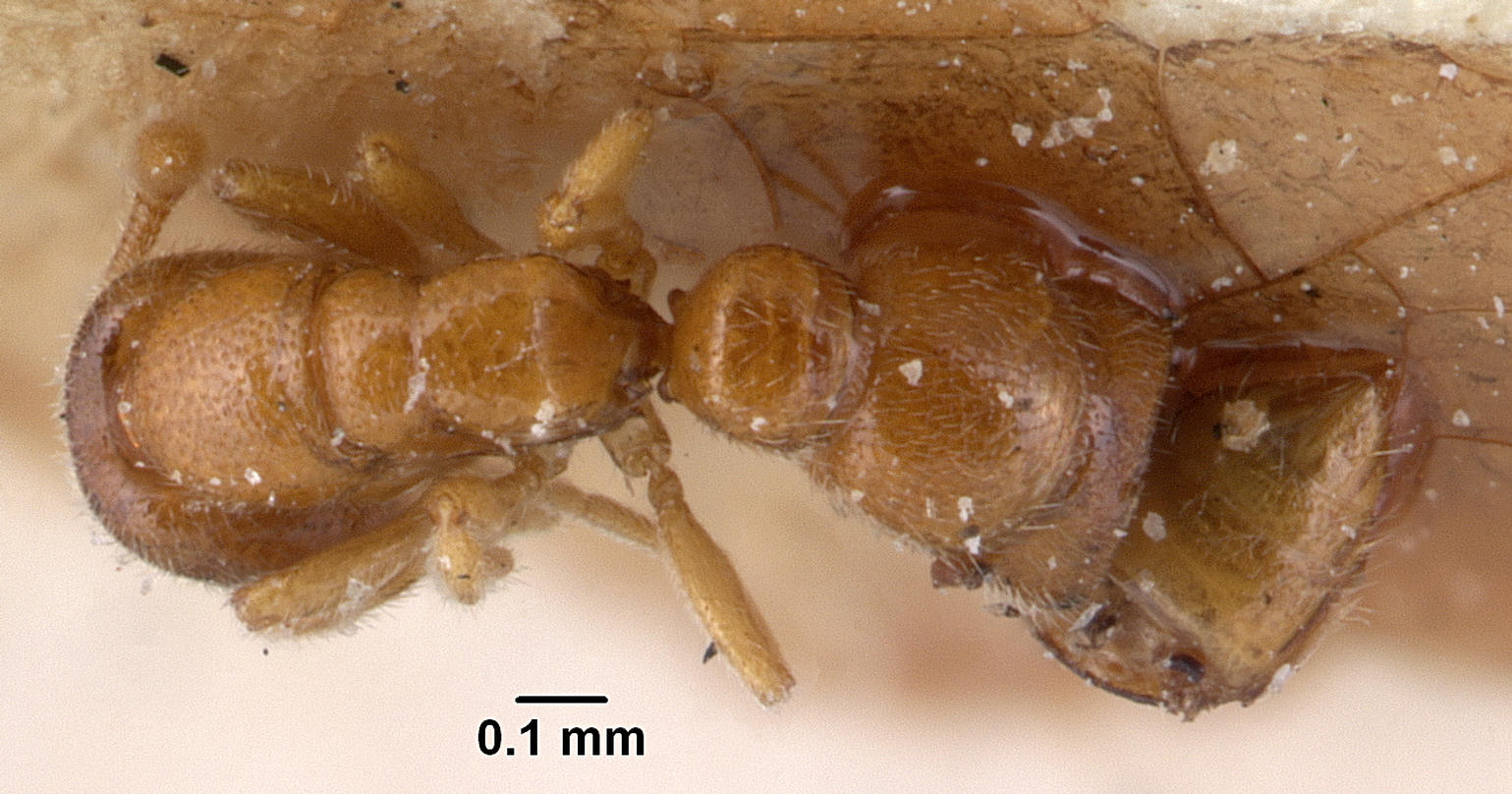
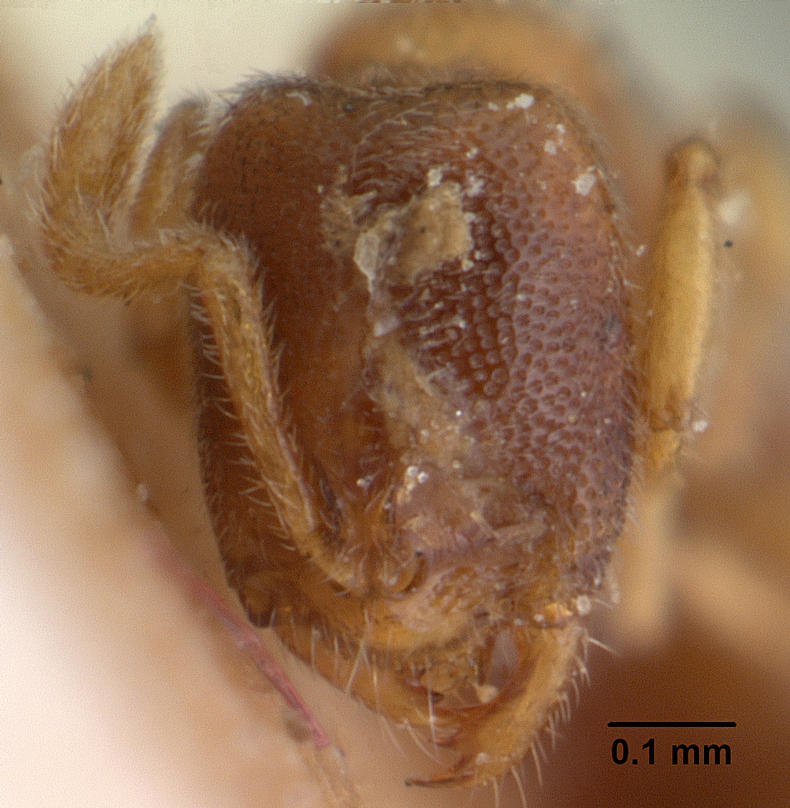
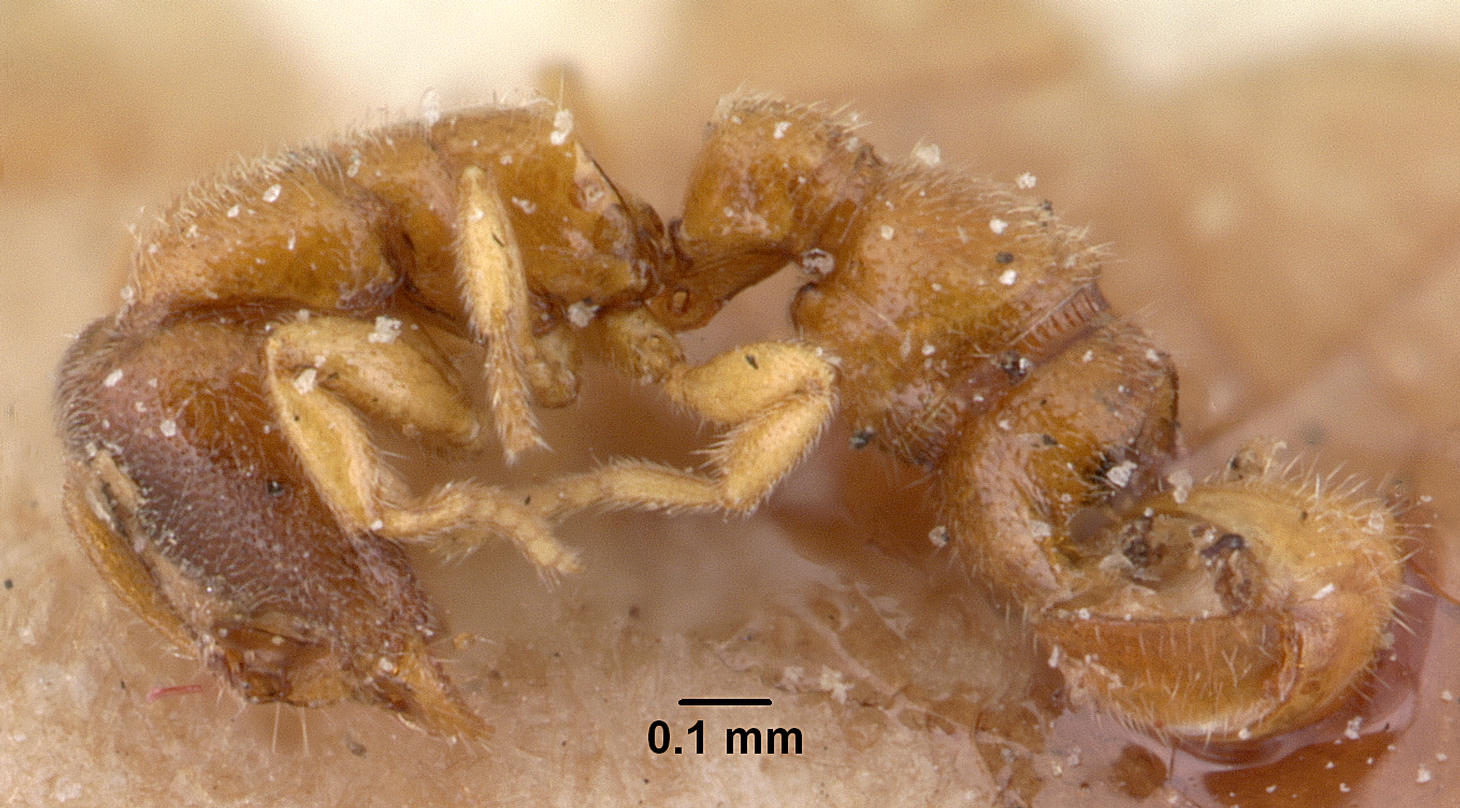
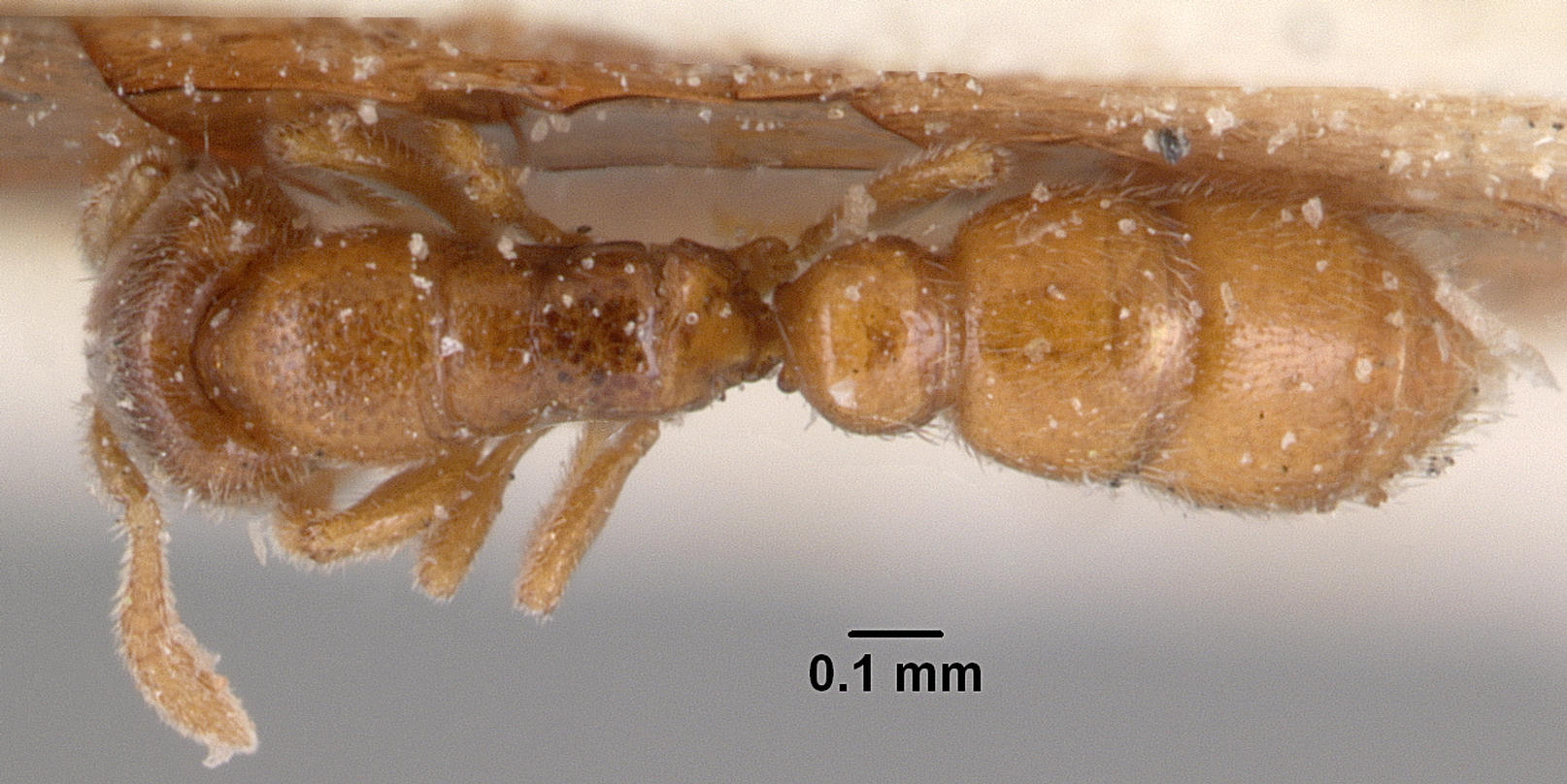
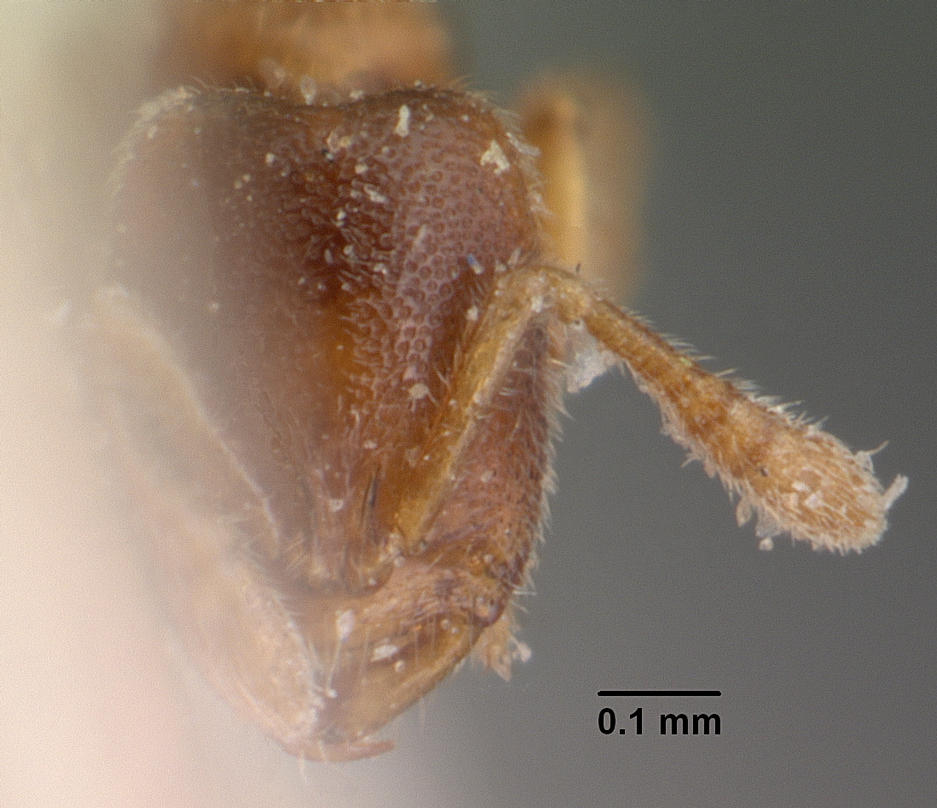
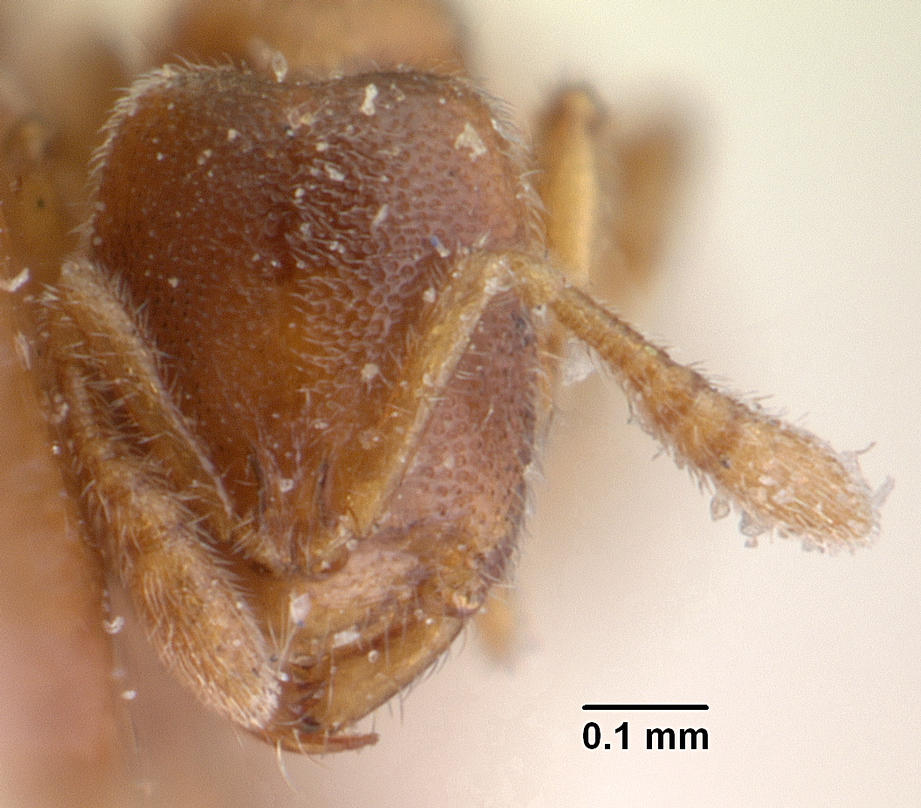